# كلاسيكو السيدات
كلاسيكو السيدات هي المباراة التي تجمع بين فريقي برشلونة وريال مدريد على مستوى كرة القدم النسائية. اعتبارا من 2024 فاز نادي برشلونة بجميع المباريات.

## ملخص الفريقين

### الألقاب
| - تشير الخانة الملونة إلى أن الفريق هو الأكثر فوزا باللقب |

| برشلونة | المنافسة          | ريال مدريد |       |
| محليا   | محليا             | محليا      | محليا |
| ------- | ----------------- | ---------- | ----- |
| 9       | الدرجة الأولى     | —          |       |
| 10      | كأس الملكة        | —          |       |
| 4       | كأس السوبر        | —          |       |
| 23      | المجموع           | 0          |       |
| أوروبيا |                   |            |       |
| 3       | دوري أبطال أوروبا | —          |       |
| 3       | المجموع           | 0          |       |
| 26      | المجموع الكلي     | 0          |       |

## المباريات

### الدوري
| #  | التاريخ        | ج. | المستضيف             | النتيجة (ش. أ.)      | الضيف     | الأهداف (المستضيف)                                                  | الأهداف (الضيف)                                              |
| -- | -------------- | -- | -------------------- | -------------------- | --------- | ------------------------------------------------------------------- | ------------------------------------------------------------ |
| 1  | 4 أكتوبر 2020 ‏ | 1  | ريال مدريد للسيدات   | نادي برشلونة للسيدات | 0–4 (0–1) |                                                                     | غويغارو (19)، ميسا (55 ه.ذ.)، مارتينس (66)، بوتياس (75)      |
| 2  | 31 يناير 2021 ‏ | 18 | نادي برشلونة للسيدات | ريال مدريد للسيدات   | 4–1 (3–0) | بوتياس (14)، هيرموسو (23)، أوشوالا (37، 70)                         | أولغا (81 ر.)                                                |
| 3  | 12 ديسمبر 2021 | 13 | ريال مدريد للسيدات   | نادي برشلونة للسيدات | 1–3 (0–3) | أسلاني (52)                                                         | مارتينس (8، 23)، باريديس (18)                                |
| 4  | 13 مارس 2022   | 24 | نادي برشلونة للسيدات | ريال مدريد للسيدات   | 5–0 (2–0) | بوتياس (41، 43)، غويغارو (60)، بيتر (65 ه.ذ.)، هيرموسو (82)         |                                                              |
| 5  | 6 نوفمبر 2022  | 8  | ريال مدريد للسيدات   | نادي برشلونة للسيدات | 0–4 (0–2) |                                                                     | كرنوغوريفيتش (4)، غويغارو (43)، جالفيز (52 ه.ذ.)، رولفو (81) |
| 6  | 25 مارس 2023   | 23 | نادي برشلونة للسيدات | ريال مدريد للسيدات   | 1–0 (0–0) | رولفو (77 ر.)                                                       |                                                              |
| 7  | 19 نوفمبر 2023 | 9  | نادي برشلونة للسيدات | ريال مدريد للسيدات   | 5–0 (3–0) | بونماتي (17)، هانسن (43)، كالدينتي (45+1)، بينا (90+1)، فيكي (90+3) |                                                              |
| 8  | 24 مارس 2024   | 21 | ريال مدريد للسيدات   | نادي برشلونة للسيدات | 0–3 (0–1) |                                                                     | رولفو (10)، بونماتي (55)، هانسن (67)                         |
| 9  | 16 نوفمبر 2024 | 10 | ريال مدريد للسيدات   | نادي برشلونة للسيدات |           |                                                                     |                                                              |
| 10 | 23 مارس 2025   | 23 | نادي برشلونة للسيدات | ريال مدريد للسيدات   |           |                                                                     |                                                              |

#### الملخص
| فوز نادي برشلونة للسيدات   | 8  |
| التعادل                    | 0  |
| فوز ريال مدريد للسيدات     | 0  |
| أهداف نادي برشلونة للسيدات | 29 |
| أهداف ريال مدريد للسيدات   | 2  |
| مجموع المباريات            | 8  |

| الفريق               | الفوز داخل الديار | التعادل داخل الديار | الخسارة داخل الديار | الفوز على ملعب محايد |
| -------------------- | ----------------- | ------------------- | ------------------- | -------------------- |
| نادي برشلونة للسيدات | 4                 | 0                   | 0                   | 0                    |
| ريال مدريد للسيدات   | 0                 | 0                   | 4                   | 0                    |

### كأس الملكة
| الموسم  | د.          | المستضيف             | المضيف             | النتيجة (ش. أ.) | الأهداف (المستضيف)                                      | الأهداف (الضيف) |
| ------- | ----------- | -------------------- | ------------------ | --------------- | ------------------------------------------------------- | --------------- |
| 2021–22 | نصف النهائي | نادي برشلونة للسيدات | ريال مدريد للسيدات | 4–0 (1–0)       | مارتينس (19)، بونماتي (47)، كالدينتي (52)، أوشوالا (75) |                 |

#### الملخص
| انتصارات نادي برشلونة للسيدات | 1 |
| التعادلات                     | 0 |
| انتصارات ريال مدريد للسيدات   | 0 |
| أهداف نادي برشلونة للسيدات    | 4 |
| أهداف ريال مدريد للسيدات      | 0 |
| كل المباريات                  | 1 |

| الفريق               | الانتصارات داخل الديار | التعادلات داخل الديار | الهزائم داخل الديار | الانتصارات في أماكن محايدة |
| -------------------- | ---------------------- | --------------------- | ------------------- | -------------------------- |
| نادي برشلونة للسيدات | 0                      | 0                     | 0                   | 1                          |
| ريال مدريد للسيدات   | 0                      | 0                     | 0                   | 0                          |

### كأس السوبر الإسباني للسيدات
| الموسم  | د.          | المستضيف             | المضيف             | النتيجة (ش. أ.) | الأهداف (المستضيف)                            | الأهداف (الضيف) |
| ------- | ----------- | -------------------- | ------------------ | --------------- | --------------------------------------------- | --------------- |
| 2021–22 | نصف النهائي | نادي برشلونة للسيدات | ريال مدريد للسيدات | 1–0 (0–0)       | بوتياس (90+1)                                 |                 |
| 2022–23 | نصف النهائي | نادي برشلونة للسيدات | ريال مدريد للسيدات | 3–1 (ب.و.إ.)    | بينا (24)، كالدينتي (111 ر.)، بارالويلو (120) | وير (54)        |
| 2023–24 | نصف النهائي | نادي برشلونة للسيدات | ريال مدريد للسيدات | 4–0 (3–0)       | كالدينتي (12، 39 ر.)، بارالويلو (15، 52)      |                 |

#### الملخص
| فوز نادي برشلونة للسيدات   | 3 |
| التعادل                    | 0 |
| فوز ريال مدريد للسيدات     | 0 |
| أهداف نادي برشلونة للسيدات | 8 |
| أهداف ريال مدريد للسيدات   | 1 |
| مجموع المباريات            | 3 |

| الفريق                   | الانتصارات داخل الديار | التعادلات داخل الديار | الهزائم داخل الديار | الانتصارات في أماكن محايدة |
| ------------------------ | ---------------------- | --------------------- | ------------------- | -------------------------- |
| فوز نادي برشلونة للسيدات | 0                      | 0                     | 0                   | 3                          |
| فوز ريال مدريد للسيدات   | 0                      | 0                     | 0                   | 0                          |

### دوري أبطال أوروبا للسيدات
| الموسم   | الدور       | الدور  | المستضيف             | الضيف                | النتيجة (ش. أ.) | الأهداف (المستضيف)                                         | الأهداف (الضيف)                 |
| -------- | ----------- | ------ | -------------------- | -------------------- | --------------- | ---------------------------------------------------------- | ------------------------------- |
| 2021–22 ‏ | ربع النهائي | الذهاب | ريال مدريد للسيدات   | نادي برشلونة للسيدات | 1–3 (1–0)       | أولغا (8)                                                  | بوتياس (53 ر.، 90+4)، بينا (81) |
| 2021–22 ‏ | ربع النهائي | الإياب | نادي برشلونة للسيدات | ريال مدريد للسيدات   | 5–2 (1–1)       | ليون (8)، بونماتي (52)، بينا (55)، بوتياس (62)، هانسن (70) | أولغا (16 ر.)، زورنوزا (48)     |

#### الملخص
| انتصارات نادي برشلونة للسيدات | 2 |
| التعادلات                     | 0 |
| انتصارات ريال مدريد للسيدات   | 0 |
| أهداف نادي برشلونة للسيدات    | 8 |
| أهداف ريال مدريد للسيدات      | 3 |
| كل المباريات                  | 2 |

| الفريق               | الانتصارات داخل الديار | التعادلات داخل الديار | الهزائم داخل الديار | الانتصارات في أماكن محايدة |
| -------------------- | ---------------------- | --------------------- | ------------------- | -------------------------- |
| نادي برشلونة للسيدات | 1                      | 0                     | 0                   | 0                          |
| ريال مدريد للسيدات   | 0                      | 0                     | 1                   | 0                          |

### ملخص المباريات في كل المسابقات الرسمية
| فوز نادي برشلونة للسيدات   | 14 |
| التعادل                    | 0  |
| فوز ريال مدريد للسيدات     | 0  |
| أهداف نادي برشلونة للسيدات | 49 |
| أهداف ريال مدريد للسيدات   | 6  |
| جميع المباريات             | 14 |

| الفريق               | الانتصارات داخل الديار | التعادلات داخل الديار | الهزائم داخل الديار | الانتصارات في أماكن محايدة |
| -------------------- | ---------------------- | --------------------- | ------------------- | -------------------------- |
| نادي برشلونة للسيدات | 5                      | 0                     | 0                   | 4                          |
| ريال مدريد للسيدات   | 0                      | 0                     | 5                   | 0                          |